# Mychajło Baran
Mychajło Baran (ukr. Михайло Баран, ur. 8 października?/20 października 1884 w Skale Podolskiej, zm. 3 listopada 1937 w Sandarmochu) – ukraiński polityk komunistyczny, w 1920 członek Galrewkomu – rządu marionetkowej Galicyjskiej Socjalistycznej Republiki Rad.

## Życiorys
Był absolwentem uniwersytetu w Czerniowcach i Akademii Handlowej we Lwowie.
Po wybuchu I wojny światowej w sierpniu 1914 jako podoficer rezerwy, został powołany do służby w Legionie Ukraińskich Strzelców Siczowych. Był nagrodzony Medalem „Za odwagę”. W grudniu 1914 dostał się do niewoli rosyjskiej (według niektórych źródeł przeszedł dobrowolnie na stronę rosyjską). W niewoli zainteresował się ideologią komunistyczną. W 1920, po przejściu Ukraińskiej Armii Halickiej na stronę bolszewików, został dowódcą I brygady CzUHA.
W lipcu 1920 został wiceprzewodniczącym Galrewkomu. Działacz Komunistycznej Partii Zachodniej Ukrainy
W latach 20. i 30. XX wieku pracował jako wykładowca różnych uczelni USRR, był m.in. rektorem Kijowskiego Instytutu Gospodarstwa Wiejskiego. Aresztowany przez OGPU 30 sierpnia 1933 w sprawie „Ukraińskiej Organizacji Wojskowej” (mistyfikacja OGPU). 14 lutego 1934 skazany przez „trójkę” GPU USRR na pięć lat łagru z art. 54-2-11 КК USRR. Karę odbywał na w Dmitłagu i SŁON na Wyspach Sołowieckich (Sołowkach), w obozie Kreml. 9 października 1937 „trójka specjalna” NKWD obwodu leningradzkiego RFSRR skazała jednym wyrokiem listę 1116 więźniów Sołowek na śmierć. Na liście znajdowało się nazwisko Barana. Rozstrzelany przez NKWD 3 listopada 1937 na uroczysku Sandarmoch w Karelii razem z Łesiem Kurbasem, Mykołą Kuliszem, Ołeksą Slisarenką, Mykołą Zerowem, Myrosławem Irczanem, Pawło Fyłypowyczem, Wołodymyrem Czechowskim i in. w masowej egzekucji ukraińskich twórców i działaczy społecznych.